# Vaspuracânia

O Reino de Vaspuracânia, 908-1021

Vaspuracânia (em latim: Vaspuracania; em armênio: Վասպուրական; romaniz.: Vaspurakan; lit. "terra nobre" ou "terra dos príncipes"; Vasbouragan no armênio ocidental) foi uma província e um reino da Armênia Maior durante a Idade Média, centrada em torno do Lago de Vã. A região é considerada o berço da civilização armênia. Durante grande parte de sua história, Vaspuracânia foi governada pela família Arzerúnio, que administrou um principado na área. Em sua maior extensão, em 908, Vaspuracânia compreendia as terras entre o lago de Vã e o Lago Úrmia. Durante este tempo, Vaspuracânia estava sob o domínio do Reino de Ani. Em contraste com a Vaspuracânia Armênia, a Armênia Bagrátida continuou a lutar contra as forças invasoras. Em 1021, os Turanianos sofreram uma pesada derrota contra o exército armênio, liderado por Vasaces Palavuni, que morreu durante a batalha.
Vaspuracânia foi elevada a reino em 908. Porém, foi anexada pelo Império Bizantino em 1021 e passou a ser conhecida como Tema da Baspracânia ou dos medos. Por volta do ano 1050 toda a província de Baspracânia migrou ao domínio de Taraunitis. O Reino de Vaspuracânia não tinha uma capital específica. A corte se transferia com o rei de lugar em lugar – Vã, Vostã (moderna Guevaxe), e outros.

## Distritos
Vaspuracânia estava dividida em 35 gavares (cantões ou distritos), cujos nomes geralmente derivam das famílias nacarares locais:
- Restúnia (Ռշտունիք, Ṙštunik’);
- Tospitis (Տոսպ, Tosp);
- Budúnia (Բոգունիք, Bogunik’);
- Arzisacovícia (Արճիշակովիտ, Arčišakovit);
- Culanovita (Կուղանովիտ, Kułanovit);
- Aliovita (Աղիովիտ, Ałiovit);
- Garni (Գառնի, Gaṙni);
- Arberânia (Առբերանի, Aṙberani);
- Buzúnia (Բուժունիք, Bužunik’);
- Arneócia (Առնոյոտն, Aṙnoyotn);
- Anzevácia (Անձևացիք, Anjewac’ik’);
- Atropatúnia (Տրպատունիք, Trp’atunik’);
- Eruandúnia (Երուանդունիք, Eruandunik’);
- [Mardastânia Original] (Բուն Մարդաստան, Bun Mardastan);
- Mardastânia (Մարդաստան / Մարդուցայք, Mardastan / Marduc’ayk’);
- Artaz (Արտազ);
- Ace (Ակէ, Akē);
- Albace Maior (Աղբակ Մեծ, Ałbak Mec);
- Anzacazória (Անձախ, Anjaχi jor);
- Terrunavânia (Թոռնաւան, T’oṙnawan);
- Zovasrócia (Ճուաշ-ռոտ, Čuaš-ṙot)
- Corzúnia (Կրճունիք, Krčunik’);
- Menúnia (Մեծնունիք, Mecnunik’);
- Palúnia (Պալունիք, Palunik’);
- Gucana (Գուկանք, Gukank’);
- Alandrote (Աղանդ-ռոտ, Ałand-ṙot);
- Basoropeda (Պարսպատունիք, Parspatunik’);
- Artaxisânia (Արտաշիսեան / Արտաւանեան, Artašesean / Artawanean);
- Bacrana (Բաքան, Bak’[r]an);
- Gabitênia (Գաբեթեան, Gabit’ean);
- Gasricana (Գազրիկան, Gazrikean);
- Tancriana (Տայգրեան, Taygrean / Tankriayn);
- Varasnúnia (Վարաժնունիք, Varažnunik’);
- Coltena (Գողթն, Gołt’n);
- Naquichevão (Նախճաւան, Naχčawan).